# Aljaksandr Kuschynski
Aljaksandr Anatoljewitsch Kuschynski (belarussisch Аляксандр Анатолевіч Кучынскі, englische Transkription Aliaksandr Kuchynski; * 27. Oktober 1979 in Orscha) ist ein ehemaliger belarussischer Radrennfahrer und aktuell Sportlicher Leiter eines Radsportteams.

## Sportliche Karriere
Aljaksandr Kuschynski begann seine internationale Karriere 2004 bei dem italienischen Radsportteam Amore e Vita. In seinem ersten Jahr gewann er den Giro d’Abruzzo, eine Etappe der Slowenien-Rundfahrt und das französische Eintagesrennen Châteauroux Classic de l’Indre. Im folgenden Jahr entschied er die Gesamtwertung der Boucles de la Mayenne für sich und wurde erstmals belarussischer Straßenmeister.
2006 fuhr Kuschynski für das italienische Professional Continental Team Ceramica Flaminia. In diesem Jahr wurde er einmal Etappenzweiter beim Giro del Trentino, und er gewann den Memorial Oleg Dyachenko. Ab 2007 ging er für das ProTeam Liquigas-Bianchi an den Start, 2011 wechselte er zum Team Katusha. Für beide Teams nahm er siebenmal an einer Grand Tour teil, wo er vorrangig Helferaufgaben übernahm. 2010 und 2011 wurde er jeweils belarussischer Meister im Straßenrennen. 2008 startete Kuschynski beim Straßenrennen der Olympischen Spiele in Peking und belegte Platz 72.
2015 wechselte Kuschynski zum neugegründeten belarussischen Continental Team Minsk Cycling Club. Der Gewinn der ersten Etappe der Tour of Szeklerland war der letzte Sieg seiner Karriere. Nach der Saison 2015 beendete er seine Karriere als Radrennfahrer und übernahm die Sportliche Leitung des Minsk Cycling Club.  

## Erfolge
2003
- Gran Premio San Giuseppe

2004
- Châteauroux Classic de l’Indre
- Gesamtwertung Giro d’Abruzzo
- eine Etappe Tour de Slovénie

2005
- Belarussischer Meister – Straßenrennen
- Gesamtwertung Boucles de la Mayenne

2006
- Memorial Oleg Dyachenko

2007
- drei Etappen und Gesamtwertung Five Rings of Moscow

2010
- Belarussischer Meister – Straßenrennen

2011
- Belarussischer Meister – Straßenrennen

2015
- eine Etappe und Punktewertung Tour of Szeklerland

### Platzierung bei den Grand Tours
| Grand Tour            | 2007 | 2008 | 2009 | 2010 | 2011 | 2012 | 2013 |
| --------------------- | ---- | ---- | ---- | ---- | ---- | ---- | ---- |
| Giro d’ItaliaGiro     | –    | –    | –    | –    | 90   | –    | –    |
| Tour de FranceTour    | 89   | 128  | 92   | 86   | –    | 145  | 141  |
| Vuelta a EspañaVuelta | –    | –    | –    | –    | –    | –    | –    |